# Bulàtnikovo
Bulàtnikovo (en rus: Булатниково) és un poble de l'óblast de Vladímir, a Rússia, segons el cens del 2010 tenia 770 habitants. Pertany al districte municipal de Múrom.